# Spaningsflygplan

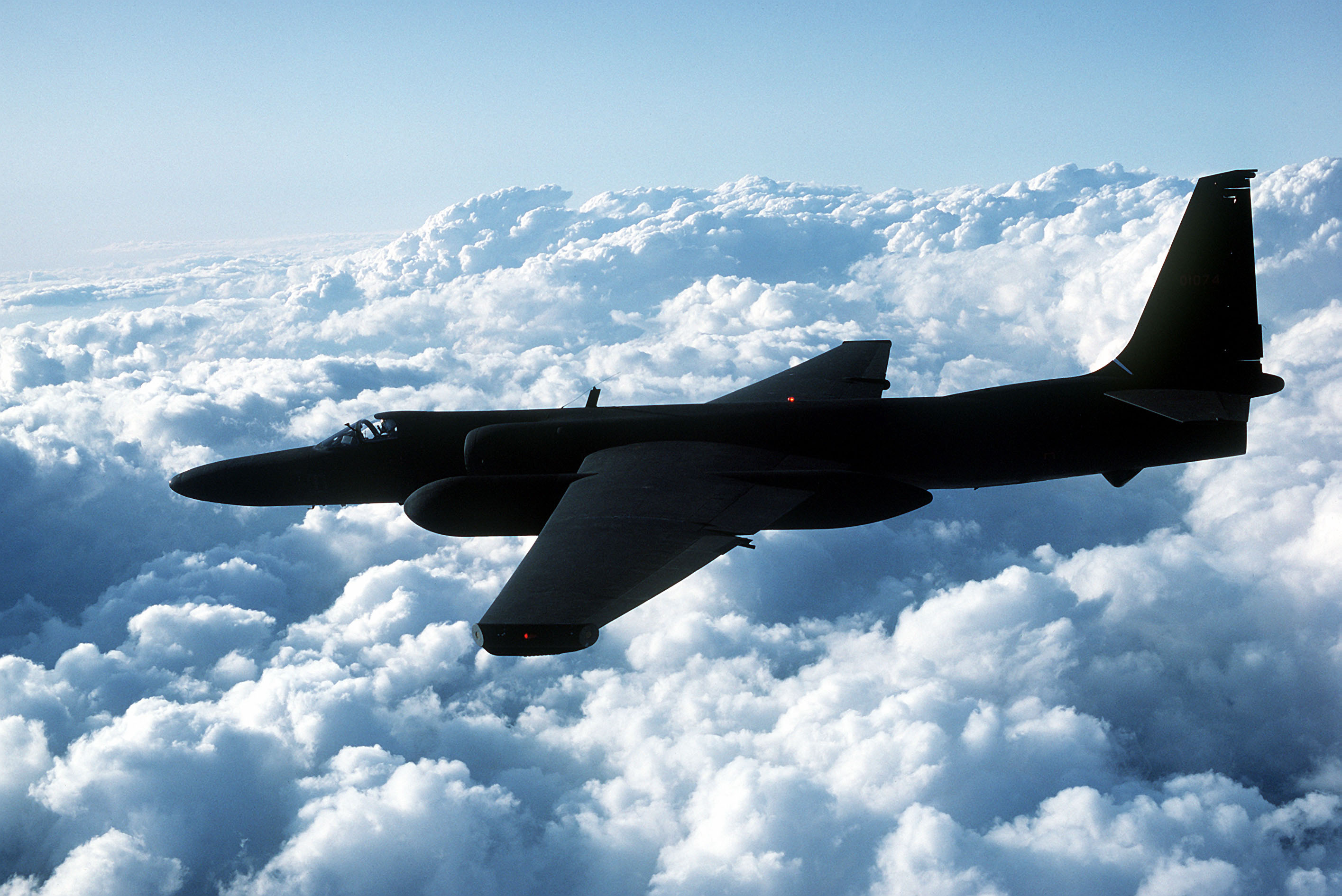
Spaningsplanet Lockheed U-2.

Spaningsflygplan eller spaningsplan, ibland kallade spionflygplan eller spionplan, är stridsflygplan som medför utrustning för spaning, oftast fotospaning men även signalspaning.
Kända spaningsflygplan är Lockheed U-2 Dragon Lady och Lockheed SR-71 Blackbird. Bland de svenska spaningsflygplan kan nämnas: S 32 Lansen, S 35E Draken, SH 37 Viggen och SF 37 Viggen